# Olympische Sommerspiele 2024/Trampolinturnen/Qualifikation
Dieser Artikel beschreibt die Qualifikation für die Wettbewerbe im Trampolinturnen bei den Olympischen Sommerspielen 2024. Insgesamt gab es 32 Quotenplätze, 16 für jedes Geschlecht. Jede Nation durfte maximal zwei Athleten pro Geschlecht stellen. Der französischen Delegation stand ein Quotenplatz als Gastgebernation zu.

## Übersicht
| Nation                         | Männer | Frauen | Quotenplätze |
| ------------------------------ | ------ | ------ | ------------ |
| Ägypten                        |        | 1      | 2            |
| Australien                     | 1      |        | 1            |
| Aserbaidschan                  |        | 1      | 1            |
| Brasilien                      | 1      | 1      | 2            |
| China                          | 2      | 2      | 4            |
| Deutschland                    | 1      |        | 1            |
| Frankreich                     | 1      | 1      | 2            |
| Georgien                       |        | 1      | 1            |
| Großbritannien                 | 1      | 2      | 3            |
| Individuelle Neutrale Athleten | 1      | 2      | 3            |
| Japan                          | 1      | 1      | 2            |
| Kanada                         |        | 1      | 1            |
| Kasachstan                     | 1      |        | 1            |
| Kolumbien                      | 1      |        | 1            |
| Neuseeland                     | 1      | 1      | 2            |
| Österreich                     | 1      |        | 1            |
| Portugal                       | 1      |        | 1            |
| Spanien                        | 1      | 1      | 2            |
| Vereinigte Staaten             | 1      | 1      | 2            |
| Gesamt: 19 NOKs                | 16     | 16     | 32           |

## Wettbewerbe

### Männer
| Qualifikationswettbewerb                                 | Datum                     | Ort        | Plätze | Qualifizierte Nation           | Nominierter Athlet  |
| -------------------------------------------------------- | ------------------------- | ---------- | ------ | ------------------------------ | ------------------- |
| Weltmeisterschaften 2023 (Maximal 1 Quotenplatz pro NOK) | 9. – 12. November 2023    | Birmingham | 5      | China                          | Yan Langyu          |
| Weltmeisterschaften 2023 (Maximal 1 Quotenplatz pro NOK) | 9. – 12. November 2023    | Birmingham | 5      | Österreich                     | Benny Wizani        |
| Weltmeisterschaften 2023 (Maximal 1 Quotenplatz pro NOK) | 9. – 12. November 2023    | Birmingham | 5      | Japan                          | Ryūsei Nishioka     |
| Weltmeisterschaften 2023 (Maximal 1 Quotenplatz pro NOK) | 9. – 12. November 2023    | Birmingham | 5      | Großbritannien                 | Zak Perzamanos      |
| Weltmeisterschaften 2023 (Maximal 1 Quotenplatz pro NOK) | 9. – 12. November 2023    | Birmingham | 5      | Portugal                       | Gabriel Albuquerque |
| Europameisterschaften 2024                               | 3. – 7. April 2024        | Guimarães  | 0      | —                              | —                   |
| Afrikameisterschaften 2024                               | 10. – 11. Mai 2024        | Bizerte    | 1      | —                              | —                   |
| Asienmeisterschaften 2024                                | 11. – 12. Mai 2024        | Hongkong   | 0      | —                              | —                   |
| Panamerikameisterschaften 2024                           | 17. – 19. Mai 2024        | Lima       | 0      | —                              | —                   |
| Ozeanienmeisterschaften 2024                             | 26. Mai 2024              | Auckland   | 0      | —                              | —                   |
| World Cup series 2023 – 2024                             | Februar 2023 – April 2024 | –          | 10     | China                          | Wang Zisai          |
| World Cup series 2023 – 2024                             | Februar 2023 – April 2024 | –          | 10     | Individuelle Neutrale Athleten | Iwan Litwinowitsch  |
| World Cup series 2023 – 2024                             | Februar 2023 – April 2024 | –          | 10     | Neuseeland                     | Dylan Schmidt       |
| World Cup series 2023 – 2024                             | Februar 2023 – April 2024 | –          | 10     | Frankreich                     | Pierre Gouzou       |
| World Cup series 2023 – 2024                             | Februar 2023 – April 2024 | –          | 10     | Brasilien                      | Rayan Dutra         |
| World Cup series 2023 – 2024                             | Februar 2023 – April 2024 | –          | 10     | Vereinigte Staaten             | Aliaksei Shostak    |
| World Cup series 2023 – 2024                             | Februar 2023 – April 2024 | –          | 10     | Spanien                        | David Vega          |
| World Cup series 2023 – 2024                             | Februar 2023 – April 2024 | –          | 10     | Kolumbien                      | Ángel Hernández     |
| World Cup series 2023 – 2024                             | Februar 2023 – April 2024 | –          | 10     | Kasachstan                     | Danil Mussabajew    |
| World Cup series 2023 – 2024                             | Februar 2023 – April 2024 | –          | 10     | Deutschland                    | Fabian Vogel        |
| Neuverteilung ungenutzter Quotenplätze                   | –                         | –          | 1      | Australien                     | Brock Batty         |
| Wildcard/Gastgeber                                       | –                         | –          | 0      | —                              | —                   |
| Gesamt                                                   | Gesamt                    | Gesamt     | 16     | 15                             | 16                  |

### Frauen
| Qualifikationswettbewerb                                 | Datum                     | Ort        | Plätze | Qualifizierte Nation           | Nominierte Athletin     |
| -------------------------------------------------------- | ------------------------- | ---------- | ------ | ------------------------------ | ----------------------- |
| Weltmeisterschaften 2023 (Maximal 1 Quotenplatz pro NOK) | 9. – 12. November 2023    | Birmingham | 5      | China                          | Zhu Xueying             |
| Weltmeisterschaften 2023 (Maximal 1 Quotenplatz pro NOK) | 9. – 12. November 2023    | Birmingham | 5      | Brasilien                      | Camilla Gomes           |
| Weltmeisterschaften 2023 (Maximal 1 Quotenplatz pro NOK) | 9. – 12. November 2023    | Birmingham | 5      | Kanada                         | Sophiane Méthot         |
| Weltmeisterschaften 2023 (Maximal 1 Quotenplatz pro NOK) | 9. – 12. November 2023    | Birmingham | 5      | Vereinigte Staaten             | Jessica Stevens         |
| Weltmeisterschaften 2023 (Maximal 1 Quotenplatz pro NOK) | 9. – 12. November 2023    | Birmingham | 5      | Großbritannien                 | Bryony Page             |
| Europameisterschaften 2024                               | 3. – 7. April 2024        | Guimarães  | 0      | —                              | —                       |
| Afrikameisterschaften 2024                               | 10. – 11. Mai 2024        | Bizerte    | 1      | Ägypten                        | Malak Hamza             |
| Asienmeisterschaften 2024                                | 11. – 12. Mai 2024        | Hongkong   | 0      | —                              | —                       |
| Panamerikameisterschaften 2024                           | 17. – 19. Mai 2024        | Lima       | 0      | —                              | —                       |
| Ozeanienmeisterschaften 2024                             | 26. Mai 2024              | Auckland   | 0      | —                              | —                       |
| World Cup series 2023 – 2024                             | Februar 2023 – April 2024 | –          | 10     | China                          | Hu Yicheng              |
| World Cup series 2023 – 2024                             | Februar 2023 – April 2024 | –          | 10     | Großbritannien                 | Isabelle Songhurst      |
| World Cup series 2023 – 2024                             | Februar 2023 – April 2024 | –          | 10     | Individuelle Neutrale Athleten | Wijaleta Bardsilouskaja |
| World Cup series 2023 – 2024                             | Februar 2023 – April 2024 | –          | 10     | Japan                          | Hikaru Mori             |
| World Cup series 2023 – 2024                             | Februar 2023 – April 2024 | –          | 10     | Frankreich                     | Léa Labrousse           |
| World Cup series 2023 – 2024                             | Februar 2023 – April 2024 | –          | 10     | Neuseeland                     | Madaline Davidson       |
| World Cup series 2023 – 2024                             | Februar 2023 – April 2024 | –          | 10     | Spanien                        | Noemí Romero            |
| World Cup series 2023 – 2024                             | Februar 2023 – April 2024 | –          | 10     | Aserbaidschan                  | Seljan Mahsudova        |
| World Cup series 2023 – 2024                             | Februar 2023 – April 2024 | –          | 10     | Individuelle Neutrale Athleten | Anschela Bladzewa       |
| World Cup series 2023 – 2024                             | Februar 2023 – April 2024 | –          | 10     | Georgien                       | Luba Golowina           |
| Wildcard/Gastgeber                                       | –                         | –          | 0      | —                              | —                       |
| Gesamt                                                   | Gesamt                    | Gesamt     | 16     | 13                             | 16                      |